# Kubatlinski rajon
Kubatlinski rajon (azerski: Qubadlı rayonu, armenski: Կուբաթլուի շրջան) je jedan od 66 azerbajdžanskih rajona. Kubatlinski rajon se nalazi na jugozapadu Azerbajdžana na granici s Armenijom. Središte rajona je Kubatlji. Površina Kubatlinskog rajona iznosi 800 km². Kubatlinski rajon je prema popisu stanovništva iz 2009. imao 35.630 stanovnika, od čega su 17.660 muškarci, a 17.970 žene.
Cijeli rajon se od Prvog rata u gorskom Karabahu nalazio pod kontrolom Gorskog Karabaha, a u drugom ratu 2020. je u potpunosti vraćen pod nadzor Azerbajdžana.